# Келлгрен, Кэтрин
Кэ́трин Ке́ллгрен (англ. Katherine Kellgren; 1969, Нью-Йорк, Нью-Йорк, США — 10 января 2018, там же) — американская рассказчица и актриса, известная по работе над аудиокнигами.

## Ранние годы
Родилась и выросла Нью-Йорке. Обучалась в Городской школе, в которой её мать Элис работала учителем, и школе Кэлхуна. После окончания школы Кэтрин училась на актрису в Лондоне. Она училась в Британской Американской Академии Драмы (БААД) и Лондонской академии музыки и драматического искусства.
После окончания учёбы, она появилась на сцене в Лондоне, Нью-Йорке и Франкфурте. Кэтрин жила в Лондоне 12 лет, но в конце концов вернулась в Нью-Йорк в 2000 году.

## Карьера
Келлгрен сыграла Лору в 2003 году в постановке «Стеклянный зверинец» Теннесси Уильямса в театре Шекспира в Нью-Джерси.
На протяжении многих лет начитывала аудиокниги, в том числе классическую литературу, такую как «Золотая чаша» Генри Джеймса, «Дракула» Брэма Стокера, рассказы Беатрис Поттер и «Гордость и предубеждение» Джейн Остин.
Келлгрен записала более трёхсот аудиокниг. Она была многократной обладательницей премий Audie, Odyssey Американской библиотечной ассоциации, AudioFile Earphones Awards, Publishers Weekly и ForeWord Magazine. Она была названа «лучшим голосом» в журнале Booklist и включена в список «золотых голосов» журнала AudioFile. В 2017 году Келлгрен была введена в Зал славы рассказов Audible.

## Личная жизнь
В 2011 году Келлгрен вышла замуж за писателя Дэвидом Коутом, вместе с которым проживала на Манхэттене.
Кэтрин Келлгрен Скончалась 10 января 2018 года после продолжительной борьбы с раком в Мемориальном онкологическом центре имени Слоуна — Кеттеринга.